# Riva (musikgrupp)
Riva var en kroatisk/jugoslavisk musikgrupp från staden Zadar i dåvarande Jugoslavien, dagens Kroatien.
Gruppen var verksam under 1980-talet och är internationellt mest känd för att ha vunnit Eurovision Song Contest 1989 med låten "Rock Me".